# Torneo Clausura 2019 Liga de Ascenso
El Torneo Clausura 2019 fue el 48.º torneo de la Liga de Ascenso de México, luego del cambio en el formato de competencia, con el que concluyó la temporada 2018-2019. Contó con la participación de 15 equipos. El Club Atlético de San Luis fue el campeón del torneo, el equipo también ganó su ascenso automático a la Liga MX al haber obtenido el título en el Apertura 2018, lo que lo convirtió en bicampeón de la temporada.

## Sistema de competición
El torneo del Ascenso MX, está conformado en dos partes:
- Fase de calificación: Se integra por las 15 jornadas del torneo.
- Fase final: Se integra por los partidos de cuartos de final, semifinal y final, más conocida como liguilla.

### Fase de clasificación
En la fase de clasificación se observará el sistema de puntos. La ubicación en la tabla general está sujeta a lo siguiente:
- Por juego ganado se obtendrán tres puntos.
- Por juego empatado se obtendrá un punto.
- Por juego perdido no se otorgan puntos.

En esta fase participan los 15 clubes del Ascenso MX jugando en cada torneo todos contra todos durante las 15 jornadas respectivas, a un solo partido.
El orden de los clubes al final de la fase de calificación del torneo corresponderá a la suma de los puntos obtenidos por cada uno de ellos y se presentará en forma descendente. Si al finalizar las 15 jornadas del torneo, dos o más clubes estuviesen empatados en puntos, su posición en la tabla general será determinada atendiendo a los siguientes criterios de desempate:
1. Mejor diferencia entre los goles anotados y recibidos y goles.
2. Mayor número de goles anotados.
3. Marcadores particulares entre los clubes empatados.
4. Mayor número de goles anotados como visitante.
5. Mejor ubicado en la tabla general de cociente
6. Tabla Fair Play
7. Sorteo.

Para determinar los lugares que ocuparán los clubes que participen en la fase final del torneo se tomará como base la tabla general de clasificación.
Participan automáticamente por el título de Campeón de la Liga de Ascenso, los 8 primeros clubes de la tabla general de clasificación al término de las 15 jornadas.

### Fase final
Los ocho clubes calificados para esta fase del torneo serán reubicados de acuerdo con el lugar que ocupen en la tabla General al término de la Jornada 15, con el puesto del número uno al club mejor clasificado, y así hasta el número 8. Los partidos a esta fase se desarrollarán a visita, en las siguientes etapas:
- Cuartos de final
- Semifinales
- Final

Los clubes vencedores en los partidos de cuartos de final y semifinal serán aquellos que en los dos juegos anoten el mayor número de goles. De existir empate en el número de goles anotados, se observará la posición de los clubes en la tabla general de clasificación.
Los partidos correspondientes a la fase final se jugarán obligatoriamente los días miércoles y sábado, y jueves y domingo eligiendo, en su caso, exclusivamente en forma descendente, los cuatro clubes mejor clasificados en la tabla general al término de la Jornada 15, el día y horario de su partido como local. Los siguientes cuatro clubes podrán elegir únicamente el horario.
El club vencedor de la final y por lo tanto Campeón, será aquel que en los dos partidos anote el mayor número de goles. Si al término del tiempo reglamentario el partido está empatado, se agregarán dos tiempos extras de 15 minutos cada uno. De persistir el empate en estos periodos, se procederá a lanzar tiros penales hasta que resulte un vencedor.
Los partidos de cuartos de final se jugarán de la siguiente manera:
En las semifinales participarán los cuatro clubes vencedores de cuartos de final, reubicándolos del uno al cuatro, de acuerdo a su mejor posición en la tabla General de clasificación al término de la Jornada 15 del torneo correspondiente, enfrentándose:
Disputarán el título de Campeón del Torneo de Apertura, los dos clubes vencedores de la fase semifinal correspondiente, reubicándolos del uno al dos, de acuerdo a su mejor posición en la tabla general de clasificación al término de la Jornada 15 de cada Torneo.

## Información de los clubes
| Club             | Entrenador             | Ciudad                           | Estadio                      | Capacidad | Fundación       | Patrocinador    | Kit          |
| ---------------- | ---------------------- | -------------------------------- | ---------------------------- | --------- | --------------- | --------------- | ------------ |
| Atlante          | Gabriel Pereyra        | Cancún, Quintana Roo             | Olímpico Andrés Quintana Roo | 21 289    | 1918 (106 años) | Riviera Maya    | Kappa        |
| Celaya           | José Islas             | Celaya, Guanajuato               | Miguel Alemán Valdés         | 23 369    | 1954 (71 años)  | Bachoco         | Keuka        |
| Cimarrones       | Hugo Isaac Morales     | Hermosillo, Sonora               | Héroe de Nacozari            | 20 747    | 2013 (12 años)  | Súper Del Norte | Keuka        |
| Correcaminos UAT | Carlos Reinoso         | Ciudad Victoria, Tamaulipas      | Marte R. Gómez               | 10 087    | 1980 (45 años)  | Aeromar         | Pirma        |
| Dorados          | Diego Armando Maradona | Culiacán, Sinaloa                | Banorte                      | 24 000    | 2003 (21 años)  | Coppel          | Charly       |
| Juárez           | Gabriel Caballero      | Juárez, Chihuahua                | Olímpico Benito Juárez       | 22 500    | 2015 (9 años)   | S-Mart          | Carrara      |
| Leones Negros    | Jorge Dávalos          | Guadalajara, Jalisco             | Jalisco                      | 53 985    | 1970 (55 años)  | Electrolit      | Umbro        |
| Oaxaca           | Juan Manuel Rivera     | Oaxaca, Oaxaca                   | Tecnológico de Oaxaca        | 18 200    | 2012 (12 años)  | Ópticas América | Keuka        |
| Potros UAEM      | David Rangel           | Toluca, Estado de México         | Alberto "Chivo" Córdoba      | 32 800    | 1970 (54 años)  | OMPP/WOFP       | Kappa        |
| San Luis         | Alfonso Sosa           | San Luis Potosí, San Luis Potosí | Alfonso Lastras              | 30 000    | 2013 (11 años)  | Canel's         | Joma         |
| Tampico Madero   | Mario García Covalles  | Tampico Madero, Tamaulipas       | Tamaulipas                   | 26 000    | 1982 (42 años)  | Nexum           | Charly       |
| Tapachula        | Luis Fernando Soto     | Tapachula, Chiapas               | Olímpico de Tapachula        | 20 018    | 2015 (9 años)   | Chiapas         | Silver Sport |
| Venados          | Sergio Orduña          | Mérida, Yucatán                  | Carlos Iturralde             | 19 000    | 1988 (37 años)  | Tony Roma's     | U-Sports     |
| Zacatecas        | Andrés Carevic         | Zacatecas, Zacatecas             | Carlos Vega Villalba         | 22 737    | 2014 (10 años)  | Telcel          | Pirma        |
| Zacatepec        | Ricardo Valiño         | Zacatepec, Morelos               | Agustín "Coruco" Díaz        | 24 443    | 1948 (77 años)  | Ultromep        | YIRE         |

Datos actualizados al 25 de marzo de 2019.

### Cambios de entrenadores
| Equipo         | Entrenador (jornadas)                                             |
| -------------- | ----------------------------------------------------------------- |
| Correcaminos   | Juan Carlos Chávez (1 - 6) Carlos Reinoso (7 - ...)               |
| Tampico Madero | Miguel de Jesús Fuentes (1 - 10) Mario García Covalles (11 - ...) |
| Oaxaca         | Álex Diego (1 - 14) Juan Manuel Rivera (15)                       |

### Equipos por Entidad Federativa
Para la temporada 2018-19 se contará con 15 equipos. 
| Atlante San Luis Correcaminos Juárez Celaya Venados Tapachula Oaxaca Zacatepec Zacatecas Leones Potros UAEM Tampico Madero Dorados Cimarrones |

| Estado           | N.º | Equipos                           |
| ---------------- | --- | --------------------------------- |
| Tamaulipas       | 2   | Correcaminos UAT y Tampico Madero |
| Chiapas          | 1   | Tapachula                         |
| Chihuahua        | 1   | FC Juárez                         |
| Estado de México | 1   | Potros UAEM                       |
| Guanajuato       | 1   | Celaya                            |
| Jalisco          | 1   | Leones Negros U de G              |
| Morelos          | 1   | Zacatepec                         |
| Oaxaca           | 1   | Oaxaca                            |
| Quintana Roo     | 1   | Atlante                           |
| San Luis Potosí  | 1   | San Luis                          |
| Sinaloa          | 1   | Dorados                           |
| Sonora           | 1   | Cimarrones                        |
| Yucatán          | 1   | Venados                           |
| Zacatecas        | 1   | Mineros                           |

### Estadios
|                                                                                           |                                                                                                  | |
|                                                                                           |                                                                                                  | |
| Estadio Jalisco Ciudad: Guadalajara Capacidad: 55.020 Club: Universidad de Guadalajara    | Estadio Universitario Alberto "Chivo" Córdova Ciudad: Toluca Capacidad: 32.603 Club: Potros UAEM | Estadio Alfonso Lastras Ramírez Ciudad: San Luis Potosí Capacidad: 25.709 Club: Atlético de San Luis |
|                                                                                           |                                                                                                  | |
| Estadio Agustín Coruco Díaz Ciudad: Zacatepec Capacidad: 24.313 Club: Zacatepec           | Estadio Miguel Alemán Valdés Ciudad: Celaya Capacidad: 23.182 Club: Celaya                       | Estadio Carlos Vega Villalba Ciudad: Zacatecas Capacidad: 20.737 Club: Mineros de Zacatecas          |
|                                                                                           |                                                                                                  | |
| Estadio Banorte Ciudad: Culiacán Capacidad: 20.108 Club: Dorados de Sinaloa               | Estadio Olímpico Benito Juárez Ciudad: Ciudad Juárez Capacidad: 19.703 Club: FC Juárez           | Estadio Tamaulipas Ciudad: Tampico, Ciudad Madero Capacidad: 19.667 Club: Tampico Madero             |
|                                                                                           |                                                                                                  | |
| Estadio Héroe de Nacozari Ciudad: Hermosillo Capacidad: 18.747 Club: Cimarrones de Sonora | Estadio Olímpico de Tapachula Ciudad: Tapachula Capacidad: 18.017 Club: Cafetaleros de Tapachula | Estadio Olímpico Andrés Quintana Roo Ciudad: Cancún Capacidad: 17.289 Club: Atlante                  |
|                                                                                           |                                                                                                  | |
| Estadio Carlos Iturralde Rivero Ciudad: Mérida Capacidad: 15.087 Club: Venados            | Estadio Tecnológico de Oaxaca Ciudad: Oaxaca Capacidad:14.598 Club: Alebrijes de Oaxaca          | Estadio Marte R. Gómez Ciudad: Ciudad Victoria Capacidad: 10.520 Club: Correcaminos UAT              |

## Torneo regular
- El Calendario completo según la página oficial.
- Los horarios son correspondientes al Tiempo del Centro de México (UTC-6 y UTC-5 en horario de verano).[2]

| Jornada 1      | Jornada 1 | Jornada 1    | Jornada 1              | Jornada 1     | Jornada 1     | Jornada 1     | Jornada 1     | Jornada 1     | Jornada 1 |
| Local          | Resultado | Visitante    | Estadio                | Fecha         | Hora          | Espectadores  | Amonestado    | Expulsado     |           |
| -------------- | --------- | ------------ | ---------------------- | ------------- | ------------- | ------------- | ------------- | ------------- | --------- |
| Zacatecas      | 0 - 0     | San Luis     | Carlos Vega Villalba   | 4 de enero    | 19:00         | 4 043         | 5             | 0             |           |
| Atlante        | 5 - 1     | Cimarrones   | O. Andrés Quintana Roo | 4 de enero    | 19:00         | 3 127         | 2             | 0             |           |
| Tampico Madero | 2 - 0     | Venados      | Tamaulipas             | 4 de enero    | 21:00         | 6 023         | 4             | 1             |           |
| Zacatepec      | 2 - 2     | Correcaminos | Agustín "Coruco" Díaz  | 5 de enero    | 17:00         | 4 737         | 6             | 0             |           |
| Tapachula      | 0 - 1     | Potros UAEM  | Olímpico de Tapachula  | 5 de enero    | 19:00         | 2 133         | 6             | 0             |           |
| Dorados        | 0 - 1     | Celaya       | Banorte                | 5 de enero    | 21:00         | 4 633         | 4             | 0             |           |
| Oaxaca         | 2 - 0     | Juárez       | Tecnológico de Oaxaca  | 6 de enero    | 17:00         | 1 352         | 5             | 0             |           |
| Descanso       | Descanso  | Descanso     | Leones Negros          | Leones Negros | Leones Negros | Leones Negros | Leones Negros | Leones Negros |           |

| Jornada 2    | Jornada 2 | Jornada 2      | Jornada 2               | Jornada 2   | Jornada 2 | Jornada 2    | Jornada 2  | Jornada 2 | Jornada 2 |
| Local        | Resultado | Visitante      | Estadio                 | Fecha       | Hora      | Espectadores | Amonestado | Expulsado |           |
| ------------ | --------- | -------------- | ----------------------- | ----------- | --------- | ------------ | ---------- | --------- | --------- |
| Correcaminos | 3 - 1     | Atlante        | Marte R. Gómez          | 11 de enero | 19:00     | 4 686        | 1          | 0         |           |
| Cimarrones   | 2 - 1     | Tapachula      | Héroe de Nacozari       | 11 de enero | 21:30     | 2 874        | 5          | 1         |           |
| San Luis     | 2 - 1     | Tampico Madero | Alfonso Lastras         | 12 de enero | 17:00     | 13 074       | 3          | 0         |           |
| Venados      | 0 - 2     | Zacatepec      | Carlos Iturralde        | 12 de enero | 17:00     | 3 944        | 6          | 0         |           |
| Potros UAEM  | 0 - 0     | Oaxaca         | Alberto "Chivo" Córdoba | 12 de enero | 19:00     | 2 350        | 7          | 0         |           |
| Celaya       | 0 - 0     | Zacatecas      | Miguel Alemán Valdés    | 12 de enero | 19:00     | 1 686        | 4          | 0         |           |
| Juárez       | 2 - 1     | Leones Negros  | Olímpico Benito Juárez  | 12 de enero | 19:00     | 4 481        | 1          | 2         |           |
| Descanso     | Descanso  | Descanso       | Dorados                 | Dorados     | Dorados   | Dorados      | Dorados    | Dorados   |           |

| Jornada 3      | Jornada 3 | Jornada 3    | Jornada 3              | Jornada 3   | Jornada 3 | Jornada 3    | Jornada 3  | Jornada 3 | Jornada 3 |
| Local          | Resultado | Visitante    | Estadio                | Fecha       | Hora      | Espectadores | Amonestado | Expulsado |           |
| -------------- | --------- | ------------ | ---------------------- | ----------- | --------- | ------------ | ---------- | --------- | --------- |
| Atlante        | 3 - 2     | Zacatepec    | O. Andrés Quintana Roo | 18 de enero | 19:00     | 3 923        | 5          | 2         |           |
| Venados        | 1 - 1     | San Luis     | Carlos Iturralde       | 18 de enero | 20:30     | 3 318        | 4          | 0         |           |
| Tampico Madero | 1 - 3     | Celaya       | Tamaulipas             | 18 de enero | 21:00     | 6 533        | 4          | 0         |           |
| Oaxaca         | 0 - 1     | Cimarrones   | Tecnológico de Oaxaca  | 19 de enero | 19:00     | 1 889        | 10         | 0         |           |
| Tapachula      | 4 - 1     | Correcaminos | Olímpico de Tapachula  | 19 de enero | 19:00     | 2 521        | 2          | 0         |           |
| Leones Negros  | 3 - 0     | Potros UAEM  | Jalisco                | 20 de enero | 12:00     | 3 461        | 3          | 0         |           |
| Dorados        | 1 - 0     | Juárez       | Banorte                | 23 de marzo | 21:00     | 5 976        | 7          | 0         |           |
| Descanso       | Descanso  | Descanso     | Zacatecas              | Zacatecas   | Zacatecas | Zacatecas    | Zacatecas  | Zacatecas |           |

| Jornada 4    | Jornada 4 | Jornada 4     | Jornada 4               | Jornada 4      | Jornada 4      | Jornada 4      | Jornada 4      | Jornada 4      | Jornada 4 |
| Local        | Resultado | Visitante     | Estadio                 | Fecha          | Hora           | Espectadores   | Amonestado     | Expulsado      |           |
| ------------ | --------- | ------------- | ----------------------- | -------------- | -------------- | -------------- | -------------- | -------------- | --------- |
| Atlante      | 1 - 2     | Tapachula     | O. Andrés Quintana Roo  | 25 de enero    | 19:00          | 2 128          | 5              | 0              |           |
| Cimarrones   | 1 - 0     | Leones Negros | Héroe de Nacozari       | 25 de enero    | 21:30          | 1 257          | 1              | 1              |           |
| Potros UAEM  | 2 - 1     | Dorados       | Alberto "Chivo" Córdoba | 26 de enero    | 17:00          | 5 320          | 7              | 0              |           |
| Correcaminos | 0 - 0     | Oaxaca        | Marte R. Gómez          | 26 de enero    | 19:00          | 2 840          | 1              | 0              |           |
| Celaya       | 1 - 1     | Venados       | Miguel Alemán Valdés    | 26 de enero    | 19:00          | 2 995          | 3              | 0              |           |
| Juárez       | 1 - 1     | Zacatecas     | Olímpico Benito Juárez  | 26 de enero    | 19:00          | 5 994          | 5              | 0              |           |
| Zacatepec    | 0 - 1     | San Luis      | Agustín "Coruco" Díaz   | 27 de enero    | 18:00          | 4 001          | 3              | 0              |           |
| Descanso     | Descanso  | Descanso      | Tampico Madero          | Tampico Madero | Tampico Madero | Tampico Madero | Tampico Madero | Tampico Madero |           |

| Jornada 5      | Jornada 5 | Jornada 5    | Jornada 5             | Jornada 5    | Jornada 5 | Jornada 5    | Jornada 5  | Jornada 5 | Jornada 5 |
| Local          | Resultado | Visitante    | Estadio               | Fecha        | Hora      | Espectadores | Amonestado | Expulsado |           |
| -------------- | --------- | ------------ | --------------------- | ------------ | --------- | ------------ | ---------- | --------- | --------- |
| Leones Negros  | 2 - 2     | Correcaminos | Jalisco               | 1 de febrero | 21:00     | 3 388        | 2          | 1         |           |
| Tampico Madero | 0 - 1     | Juárez       | Tamaulipas            | 1 de febrero | 21:00     | 4 294        | 4          | 1         |           |
| Zacatecas      | 1 - 0     | Potros UAEM  | Carlos Vega Villalba  | 2 de febrero | 16:00     | 2 588        | 7          | 0         |           |
| San Luis       | 4 - 1     | Celaya       | Alfonso Lastras       | 2 de febrero | 17:00     | 11 666       | 6          | 2         |           |
| Oaxaca         | 1 - 0     | Atlante      | Tecnológico de Oaxaca | 2 de febrero | 19:00     | 1 826        | 7          | 2         |           |
| Tapachula      | 0 - 2     | Zacatepec    | Olímpico de Tapachula | 2 de febrero | 21:00     | 3 585        | 7          | 1         |           |
| Dorados        | 0 - 1     | Cimarrones   | Banorte               | 2 de febrero | 21:00     | 3 673        | 4          | 0         |           |
| Descanso       | Descanso  | Descanso     | Venados               | Venados      | Venados   | Venados      | Venados    | Venados   |           |

| Jornada 6    | Jornada 6 | Jornada 6      | Jornada 6               | Jornada 6     | Jornada 6 | Jornada 6    | Jornada 6  | Jornada 6 | Jornada 6 |
| Local        | Resultado | Visitante      | Estadio                 | Fecha         | Hora      | Espectadores | Amonestado | Expulsado |           |
| ------------ | --------- | -------------- | ----------------------- | ------------- | --------- | ------------ | ---------- | --------- | --------- |
| Potros UAEM  | 1 - 1     | Tampico Madero | Alberto "Chivo" Córdoba | 8 de febrero  | 19:00     | 1 530        | 8          | 2         |           |
| Correcaminos | 0 - 1     | Dorados        | Marte R. Gómez          | 8 de febrero  | 20:08     | 8 560        | 5          | 1         |           |
| Zacatepec    | 1 - 0     | Celaya         | Agustín "Coruco" Díaz   | 9 de febrero  | 17:00     | 3 321        | 4          | 0         |           |
| Tapachula    | 2 - 0     | Oaxaca         | Olímpico de Tapachula   | 9 de febrero  | 19:00     | 2 914        | 4          | 0         |           |
| Juárez       | 0 - 1     | Venados        | Olímpico Benito Juárez  | 9 de febrero  | 19:00     | 6 672        | 10         | 0         |           |
| Cimarrones   | 0 - 0     | Zacatecas      | Héroe de Nacozari       | 9 de febrero  | 21:00     | 2 169        | 4          | 0         |           |
| Atlante      | 4 - 0     | Leones Negros  | O. Andrés Quintana Roo  | 10 de febrero | 18:00     | 4 090        | 3          | 0         |           |
| Descanso     | Descanso  | Descanso       | San Luis                | San Luis      | San Luis  | San Luis     | San Luis   | San Luis  |           |

| Jornada 7      | Jornada 7 | Jornada 7    | Jornada 7             | Jornada 7     | Jornada 7 | Jornada 7    | Jornada 7  | Jornada 7 | Jornada 7 |
| Local          | Resultado | Visitante    | Estadio               | Fecha         | Hora      | Espectadores | Amonestado | Expulsado |           |
| -------------- | --------- | ------------ | --------------------- | ------------- | --------- | ------------ | ---------- | --------- | --------- |
| Zacatecas      | 0 - 0     | Correcaminos | Carlos Vega Villalba  | 15 de febrero | 19:00     | 3 334        | 6          | 0         |           |
| San Luis       | 2 - 0     | Juárez       | Alfonso Lastras       | 15 de febrero | 20:00     | 12 843       | 4          | 0         |           |
| Oaxaca         | 1 - 0     | Zacatepec    | Tecnológico de Oaxaca | 16 de febrero | 17:00     | 1 760        | 7          | 2         |           |
| Venados        | 1 - 0     | Potros UAEM  | Carlos Iturralde      | 16 de febrero | 19:00     | 3 729        | 1          | 0         |           |
| Dorados        | 3 - 6     | Atlante      | Banorte               | 16 de febrero | 21:00     | 4 663        | 4          | 1         |           |
| Leones Negros  | 4 - 2     | Tapachula    | Jalisco               | 17 de febrero | 12:00     | 4 021        | 6          | 0         |           |
| Tampico Madero | 1 - 0     | Cimarrones   | Tamaulipas            | 17 de febrero | 18:00     | 5 244        | 6          | 0         |           |
| Descanso       | Descanso  | Descanso     | Celaya                | Celaya        | Celaya    | Celaya       | Celaya     | Celaya    |           |

| Jornada 8    | Jornada 8 | Jornada 8      | Jornada 8               | Jornada 8     | Jornada 8 | Jornada 8    | Jornada 8  | Jornada 8 | Jornada 8 |
| Local        | Resultado | Visitante      | Estadio                 | Fecha         | Hora      | Espectadores | Amonestado | Expulsado |           |
| ------------ | --------- | -------------- | ----------------------- | ------------- | --------- | ------------ | ---------- | --------- | --------- |
| Atlante      | 0 - 1     | Zacatecas      | O. Andrés Quintana Roo  | 22 de febrero | 19:00     | 3 082        | 3          | 0         |           |
| Correcaminos | 3 - 1     | Tampico Madero | Marte R. Gómez          | 22 de febrero | 20:08     | 9 151        | 4          | 0         |           |
| Cimarrones   | 3 - 2     | Venados        | Héroe de Nacozari       | 22 de febrero | 21:30     | 873          | 3          | 1         |           |
| Oaxaca       | 1 - 1     | Leones Negros  | Tecnológico de Oaxaca   | 23 de febrero | 19:00     | 2 620        | 5          | 0         |           |
| Tapachula    | 2 - 2     | Dorados        | Olímpico de Tapachula   | 23 de febrero | 21:00     | 8 536        | 9          | 1         |           |
| Potros UAEM  | 1 - 2     | San Luis       | Alberto "Chivo" Córdoba | 24 de febrero | 12:00     | 2 713        | 4          | 0         |           |
| Juárez       | 2 - 1     | Celaya         | Olímpico Benito Juárez  | 24 de febrero | 18:00     | 6 488        | 0          | 1         |           |
| Descanso     | Descanso  | Descanso       | Zacatepec               | Zacatepec     | Zacatepec | Zacatepec    | Zacatepec  | Zacatepec |           |

| Jornada 9      | Jornada 9 | Jornada 9    | Jornada 9            | Jornada 9  | Jornada 9 | Jornada 9    | Jornada 9  | Jornada 9 | Jornada 9 |
| Local          | Resultado | Visitante    | Estadio              | Fecha      | Hora      | Espectadores | Amonestado | Expulsado |           |
| -------------- | --------- | ------------ | -------------------- | ---------- | --------- | ------------ | ---------- | --------- | --------- |
| Zacatecas      | 3 - 2     | Tapachula    | Carlos Vega Villalba | 2 de marzo | 16:00     | 1 821        | 7          | 1         |           |
| Celaya         | 1 - 1     | Potros UAEM  | Miguel Alemán Valdés | 2 de marzo | 17:00     | 1 658        | 4          | 1         |           |
| San Luis       | 0 - 0     | Cimarrones   | Alfonso Lastras      | 2 de marzo | 19:00     | 14 937       | 1          | 0         |           |
| Venados        | 0 - 1     | Correcaminos | Carlos Iturralde     | 2 de marzo | 19:00     | 3 632        | 3          | 0         |           |
| Dorados        | 4 - 0     | Oaxaca       | Banorte              | 2 de marzo | 20:00     | 4 633        | 2          | 0         |           |
| Tampico Madero | 1 - 1     | Atlante      | Tamaulipas           | 2 de marzo | 21:00     | 5 078        | 2          | 1         |           |
| Leones Negros  | 4 - 0     | Zacatepec    | Jalisco              | 3 de marzo | 12:00     | 5 476        | 4          | 0         |           |
| Descanso       | Descanso  | Descanso     | Juárez               | Juárez     | Juárez    | Juárez       | Juárez     | Juárez    |           |

| Jornada 10    | Jornada 10 | Jornada 10     | Jornada 10             | Jornada 10  | Jornada 10  | Jornada 10   | Jornada 10  | Jornada 10  | Jornada 10 |
| Local         | Resultado  | Visitante      | Estadio                | Fecha       | Hora        | Espectadores | Amonestado  | Expulsado   |            |
| ------------- | ---------- | -------------- | ---------------------- | ----------- | ----------- | ------------ | ----------- | ----------- | ---------- |
| Oaxaca        | 2 - 1      | Zacatecas      | Tecnológico de Oaxaca  | 5 de marzo  | 17:00       | 2 010        | 7           | 0           |            |
| Tapachula     | 3 - 1      | Tampico Madero | Olímpico de Tapachula  | 5 de marzo  | 19:00       | 1 873        | 4           | 0           |            |
| Atlante       | 1 - 2      | Venados        | O. Andrés Quintana Roo | 5 de marzo  | 19:00       | 6 290        | 4           | 0           |            |
| Correcaminos  | 0 - 1      | San Luis       | Marte R. Gómez         | 5 de marzo  | 21:00       | 3 021        | 1           | 0           |            |
| Zacatepec     | 2 - 1      | Juárez         | Agustín "Coruco" Díaz  | 6 de marzo  | 19:00       | 2 019        | 5           | 0           |            |
| Leones Negros | 0 - 0      | Dorados        | Jalisco                | 6 de marzo  | 21:00       | 8 826        | 4           | 0           |            |
| Cimarrones    | 0 - 2      | Celaya         | Héroe de Nacozari      | 6 de marzo  | 21:00       | 2 863        | 3           | 0           |            |
| Descanso      | Descanso   | Descanso       | Potros UAEM            | Potros UAEM | Potros UAEM | Potros UAEM  | Potros UAEM | Potros UAEM |            |

| Jornada 11     | Jornada 11 | Jornada 11    | Jornada 11             | Jornada 11  | Jornada 11 | Jornada 11   | Jornada 11 | Jornada 11 | Jornada 11 |
| Local          | Resultado  | Visitante     | Estadio                | Fecha       | Hora       | Espectadores | Amonestado | Expulsado  |            |
| -------------- | ---------- | ------------- | ---------------------- | ----------- | ---------- | ------------ | ---------- | ---------- | ---------- |
| Zacatecas      | 2 - 0      | Leones Negros | Carlos Vega Villalba   | 8 de marzo  | 19:00      | 2 913        | 2          | 0          |            |
| San Luis       | 0 - 0      | Atlante       | Alfonso Lastras        | 8 de marzo  | 20:00      | 13 686       | 6          | 0          |            |
| Venados        | 2 - 1      | Tapachula     | Carlos Iturralde       | 8 de marzo  | 20:30      | 5 012        | 5          | 2          |            |
| Tampico Madero | 2 - 1      | Oaxaca        | Tamaulipas             | 8 de marzo  | 21:00      | 3 375        | 7          | 1          |            |
| Celaya         | 0 - 0      | Correcaminos  | Miguel Alemán Valdés   | 9 de marzo  | 19:00      | 2 699        | 3          | 0          |            |
| Dorados        | 2 - 1      | Zacatepec     | Banorte                | 9 de marzo  | 20:00      | 5 903        | 1          | 0          |            |
| Juárez         | 1 - 1      | Potros UAEM   | Olímpico Benito Juárez | 10 de marzo | 17:00      | 4 253        | 4          | 0          |            |
| Descanso       | Descanso   | Descanso      | Cimarrones             | Cimarrones  | Cimarrones | Cimarrones   | Cimarrones | Cimarrones |            |

| Jornada 12    | Jornada 12 | Jornada 12     | Jornada 12             | Jornada 12   | Jornada 12   | Jornada 12   | Jornada 12   | Jornada 12   | Jornada 12 |
| Local         | Resultado  | Visitante      | Estadio                | Fecha        | Hora         | Espectadores | Amonestado   | Expulsado    |            |
| ------------- | ---------- | -------------- | ---------------------- | ------------ | ------------ | ------------ | ------------ | ------------ | ---------- |
| Tapachula     | 2 - 2      | San Luis       | Olímpico de Tapachula  | 15 de marzo  | 19:00        | 1 879        | 3            | 0            |            |
| Atlante       | 1 - 2      | Celaya         | O. Andrés Quintana Roo | 15 de marzo  | 20:00        | 3 972        | 5            | 0            |            |
| Leones Negros | 1 - 0      | Tampico Madero | Jalisco                | 15 de marzo  | 21:00        | 3 913        | 3            | 0            |            |
| Oaxaca        | 0 - 0      | Venados        | Tecnológico de Oaxaca  | 16 de marzo  | 19:00        | 3 015        | 6            | 2            |            |
| Dorados       | 1 - 1      | Zacatecas      | Banorte                | 16 de marzo  | 20:00        | 5 543        | 7            | 1            |            |
| Zacatepec     | 3 - 1      | Potros UAEM    | Agustín "Coruco" Díaz  | 17 de marzo  | 18:00        | 2 561        | 3            | 0            |            |
| Cimarrones    | 0 - 0      | Juárez         | Héroe de Nacozari      | 17 de marzo  | 18:00        | 2 763        | 6            | 0            |            |
| Descanso      | Descanso   | Descanso       | Correcaminos           | Correcaminos | Correcaminos | Correcaminos | Correcaminos | Correcaminos |            |

| Jornada 13     | Jornada 13 | Jornada 13    | Jornada 13              | Jornada 13  | Jornada 13 | Jornada 13   | Jornada 13 | Jornada 13 | Jornada 13 |
| Local          | Resultado  | Visitante     | Estadio                 | Fecha       | Hora       | Espectadores | Amonestado | Expulsado  |            |
| -------------- | ---------- | ------------- | ----------------------- | ----------- | ---------- | ------------ | ---------- | ---------- | ---------- |
| Potros UAEM    | 1 - 1      | Cimarrones    | Alberto "Chivo" Córdoba | 29 de marzo | 19:00      | 2 393        | 3          | 0          |            |
| Zacatecas      | 2 - 1      | Zacatepec     | Carlos Vega Villalba    | 29 de marzo | 19:00      | 3 874        | 4          | 1          |            |
| Venados        | 1 - 0      | Leones Negros | Carlos Iturralde        | 29 de marzo | 20:30      | 9 325        | 6          | 0          |            |
| Juárez         | 0 - 1      | Correcaminos  | Olímpico Benito Juárez  | 30 de marzo | 18:00      | 7 422        | 7          | 1          |            |
| San Luis       | 3 - 1      | Oaxaca        | Alfonso Lastras         | 30 de marzo | 19:00      | 12 367       | 1          | 0          |            |
| Celaya         | 1 - 1      | Tapachula     | Miguel Alemán Valdés    | 31 de marzo | 12:00      | 2 978        | 6          | 0          |            |
| Tampico Madero | 2 - 3      | Dorados       | Tamaulipas              | 31 de marzo | 18:00      | 8 839        | 7          | 0          |            |
| Descanso       | Descanso   | Descanso      | Atlante                 | Atlante     | Atlante    | Atlante      | Atlante    | Atlante    |            |

| Jornada 14    | Jornada 14 | Jornada 14     | Jornada 14             | Jornada 14 | Jornada 14 | Jornada 14   | Jornada 14 | Jornada 14 | Jornada 14 |
| Local         | Resultado  | Visitante      | Estadio                | Fecha      | Hora       | Espectadores | Amonestado | Expulsado  |            |
| ------------- | ---------- | -------------- | ---------------------- | ---------- | ---------- | ------------ | ---------- | ---------- | ---------- |
| Zacatecas     | 5 - 2      | Tampico Madero | Carlos Vega Villalba   | 5 de abril | 19:00      | 4 234        | 1          | 0          |            |
| Dorados       | 1 - 1      | Venados        | Banorte                | 5 de abril | 20:00      | 8 473        | 3          | 0          |            |
| Zacatepec     | 4 - 0      | Cimarrones     | Agustín "Coruco" Díaz  | 6 de abril | 17:00      | 2 759        | 4          | 0          |            |
| Oaxaca        | 3 - 0      | Celaya         | Tecnológico de Oaxaca  | 6 de abril | 19:00      | 3 080        | 2          | 0          |            |
| Atlante       | 2 - 1      | Juárez         | O. Andrés Quintana Roo | 6 de abril | 19:00      | 4 286        | 5          | 0          |            |
| Leones Negros | 2 - 2      | San Luis       | Jalisco                | 7 de abril | 12:00      | 9 752        | 4          | 0          |            |
| Correcaminos  | 1 - 2      | Potros UAEM    | Marte R. Gómez         | 7 de abril | 18:00      | 4 272        | 5          | 1          |            |
| Descanso      | Descanso   | Descanso       | Tapachula              | Tapachula  | Tapachula  | Tapachula    | Tapachula  | Tapachula  |            |

| Jornada 15     | Jornada 15 | Jornada 15    | Jornada 15              | Jornada 15  | Jornada 15 | Jornada 15   | Jornada 15 | Jornada 15 | Jornada 15 |
| Local          | Resultado  | Visitante     | Estadio                 | Fecha       | Hora       | Espectadores | Amonestado | Expulsado  |            |
| -------------- | ---------- | ------------- | ----------------------- | ----------- | ---------- | ------------ | ---------- | ---------- | ---------- |
| San Luis       | 2 - 2      | Dorados       | Alfonso Lastras         | 12 de abril | 19:00      | 19 564       | 6          | 0          |            |
| Venados        | 0 - 0      | Zacatecas     | Carlos Iturralde        | 12 de abril | 20:30      | 9 286        | 4          | 0          |            |
| Cimarrones     | 2 - 1      | Correcaminos  | Héroe de Nacozari       | 12 de abril | 22:30      | 2 385        | 2          | 0          |            |
| Potros UAEM    | 2 - 1      | Atlante       | Alberto "Chivo" Córdoba | 13 de abril | 17:00      | 4 182        | 3          | 0          |            |
| Juárez         | 3 - 1      | Tapachula     | Olímpico Benito Juárez  | 13 de abril | 19:00      | 2 998        | 1          | 0          |            |
| Celaya         | 1 - 1      | Leones Negros | Miguel Alemán Valdés    | 13 de abril | 19:00      | 4 007        | 6          | 0          |            |
| Tampico Madero | 1 - 2      | Zacatepec     | Tamaulipas              | 14 de abril | 18:00      | 2 292        | 1          | 1          |            |
| Descanso       | Descanso   | Descanso      | Oaxaca                  | Oaxaca      | Oaxaca     | Oaxaca       | Oaxaca     | Oaxaca     |            |

## Tabla general
| Pos. | Equipo                 | Pts. | PJ | G | E | P | GF | GC | Dif. | Clasificación                   |
| ---- | ---------------------- | ---- | -- | - | - | - | -- | -- | ---- | ------------------------------- |
| 1    | Atlético San Luis* (C) | 28   | 14 | 7 | 7 | 0 | 22 | 11 | +11  | Cuartos de final de la liguilla |
| 2    | Zacatecas*             | 25   | 14 | 6 | 7 | 1 | 17 | 9  | +8   | Cuartos de final de la liguilla |
| 3    | Zacatepec*             | 22   | 14 | 7 | 1 | 6 | 22 | 18 | +4   | Cuartos de final de la liguilla |
| 4    | Cimarrones*            | 22   | 14 | 6 | 4 | 4 | 12 | 17 | −5   | Cuartos de final de la liguilla |
| 5    | Dorados*               | 20   | 14 | 5 | 5 | 4 | 21 | 19 | +2   | Cuartos de final de la liguilla |
| 6    | Venados                | 20   | 14 | 5 | 5 | 4 | 12 | 13 | −1   | Cuartos de final de la liguilla |
| 7    | Oaxaca*                | 19   | 14 | 5 | 4 | 5 | 12 | 14 | −2   | Cuartos de final de la liguilla |
| 8    | Celaya                 | 18   | 14 | 4 | 6 | 4 | 14 | 16 | −2   | Cuartos de final de la liguilla |
| 9    | Atlante                | 17   | 14 | 5 | 2 | 7 | 26 | 21 | +5   |                                 |
| 10   | Leones Negros*         | 17   | 14 | 4 | 5 | 5 | 19 | 18 | +1   |                                 |
| 11   | Correcaminos UAT       | 17   | 14 | 4 | 5 | 5 | 15 | 16 | −1   |                                 |
| 12   | Potros UAEM            | 17   | 14 | 4 | 5 | 5 | 13 | 17 | −4   |                                 |
| 13   | Tapachula              | 15   | 14 | 4 | 3 | 7 | 23 | 25 | −2   |                                 |
| 14   | Juárez*                | 15   | 14 | 4 | 3 | 7 | 12 | 16 | −4   |                                 |
| 15   | Tampico Madero         | 11   | 14 | 3 | 2 | 9 | 16 | 26 | −10  | Descenso categoría              |

 Fuente: [cita requerida]
Notas:
1. ↑  Tampico Madero permanece en la Liga de Ascenso al pagar una multa de 15 millones de pesos.

- (*) Equipos certificados para ascender.

### Evolución de la Clasificación
Fecha de actualización: 14 de abril de 2019
| Equipo / Jornada | 01 | 02 | 03  | 04  | 05  | 06  | 07  | 08  | 09  | 10  | 11  | 12 | 13 | 14 | 15 |
| ---------------- | -- | -- | --- | --- | --- | --- | --- | --- | --- | --- | --- | -- | -- | -- | -- |
| San Luis         | 8  | 4  | 4   | 3   | 2   | 2   | 1   | 1   | 1   | 1   | 1   | 1  | 1  | 1  | 1  |
| Zacatecas        | 9  | 11 | 13  | 12  | 9   | 9   | 7   | 5   | 3   | 4   | 2   | 2  | 2  | 2  | 2  |
| Zacatepec        | 7  | 2  | 5   | 9   | 5   | 3   | 5   | 6   | 9   | 8   | 10  | 5  | 8  | 3  | 3  |
| Cimarrones       | 15 | 10 | 3   | 1   | 1   | 1   | 2   | 2   | 2   | 2   | 3   | 3  | 3  | 7  | 4  |
| Dorados          | 11 | 13 | 15* | 15* | 15* | 15* | 15* | 15* | 15* | 14* | 12* | 8  | 4  | 4  | 5  |
| Venados          | 14 | 15 | 14  | 14  | 14  | 12  | 9   | 12  | 14  | 11  | 7   | 9  | 5  | 5  | 6  |
| Oaxaca           | 2  | 3  | 6   | 7   | 3   | 6   | 4   | 4   | 6   | 3   | 4   | 6  | 9  | 6  | 7  |
| Celaya           | 4  | 5  | 1   | 2   | 4   | 7   | 8   | 11  | 11  | 10  | 9   | 4  | 6  | 10 | 8  |
| Atlante          | 1  | 7  | 2   | 5   | 8   | 4   | 3   | 3   | 4   | 5   | 5   | 10 | 12 | 8  | 9  |
| Leones Negros    | 10 | 12 | 9   | 11  | 12  | 14  | 11  | 10  | 7   | 9   | 11  | 7  | 10 | 11 | 10 |
| Correcaminos     | 6  | 1  | 7   | 8   | 11  | 11  | 13  | 8   | 5   | 7   | 6   | 12 | 7  | 9  | 11 |
| Potros UAEM      | 5  | 6  | 8   | 4   | 7   | 8   | 10  | 13  | 12  | 13  | 15  | 15 | 15 | 13 | 12 |
| Tapachula        | 12 | 14 | 10  | 6   | 10  | 5   | 6   | 7   | 8   | 6   | 8   | 11 | 11 | 12 | 13 |
| Juárez           | 13 | 9  | 12* | 10* | 6*  | 10* | 14* | 9*  | 10* | 12* | 13* | 13 | 13 | 14 | 14 |
| Tampico Madero   | 3  | 8  | 11  | 13  | 13  | 13  | 12  | 14  | 13  | 15  | 14  | 14 | 14 | 15 | 15 |

(*) Indica la posición del equipo con un partido pendiente al terminar la jornada

## Tabla de cocientes
Fecha de actualización: 14 de abril de 2019
| Pos. | Equipo                   | A-2016 | C-2017 | A-2017 | C-2018 | A-2018 | C-2019 | Puntos | PJ | Dif. | Cociente |                       |
| ---- | ------------------------ | ------ | ------ | ------ | ------ | ------ | ------ | ------ | -- | ---- | -------- | --------------------- |
| 1.   | Zacatecas                | 33     | 32     | 23     | 28     | 32     | 25     | 173    | 92 | +58  | 1.8804   |                       |
| 2.   | Dorados                  | 27     | 31     | 20     | 26     | 22     | 20     | 146    | 92 | +26  | 1.5870   |                       |
| 3.   | Atlético de San Luis     | -      | -      | 21     | 20     | 23     | 28     | 92     | 58 | +14  | 1.5862   |                       |
| 4.   | Oaxaca                   | 26     | 30     | 24     | 23     | 22     | 19     | 144    | 92 | +25  | 1.5652   |                       |
| 5.   | Juárez                   | 22     | 28     | 26     | 15     | 35     | 15     | 141    | 92 | +18  | 1.5326   |                       |
| 6.   | Cimarrones               | 27     | 27     | 22     | 14     | 25     | 22     | 137    | 92 | −5   | 1.4891   |                       |
| 7.   | Celaya                   | 35     | 19     | 28     | 23     | 8      | 18     | 131    | 92 | +17  | 1.4239   |                       |
| 8.   | Zacatepec                | 22     | 26     | 24     | 24     | 13     | 22     | 131    | 92 | +10  | 1.4239   |                       |
| 9.   | Atlante                  | 27     | 21     | 11     | 23     | 30     | 17     | 129    | 92 | +11  | 1.4022   |                       |
| 10.  | Potros UAEM              | 29     | 28     | 13     | 11     | 17     | 17     | 115    | 92 | −8   | 1.2500   |                       |
| 11.  | Leones Negros            | 18     | 22     | 13     | 25     | 18     | 17     | 113    | 92 | −7   | 1.2283   |                       |
| 12.  | Correcaminos UAT         | 20     | 16     | 22     | 18     | 15     | 17     | 108    | 92 | −20  | 1.1739   |                       |
| 13.  | Cafetaleros de Tapachula | 16     | 21     | 21     | 22     | 12     | 15     | 107    | 92 | −20  | 1.1630   |                       |
| 14.  | Venados                  | 20     | 15     | 23     | 19     | 9      | 20     | 106    | 92 | −42  | 1.1522   |                       |
| 15.  | Tampico Madero           | 10     | 23     | 24     | 22     | 9      | 11     | 99     | 92 | −27  | 1.0761   | Descenso de categoría |

## Liguilla
|  | Cuartos de final                                                 | Cuartos de final                                                 | Cuartos de final                                                 | Cuartos de final                                                 | Cuartos de final                                                 |   |   | Semifinales                                            | Semifinales                                            | Semifinales                                            | Semifinales                                            | Semifinales                                            |  |   | Final                                              | Final                                              | Final                                              | Final                                              | Final                                              |  |
|  | 17 y 18 de abril de 2019 (ida) 20 y 21 de abril de 2019 (vuelta) | 17 y 18 de abril de 2019 (ida) 20 y 21 de abril de 2019 (vuelta) | 17 y 18 de abril de 2019 (ida) 20 y 21 de abril de 2019 (vuelta) | 17 y 18 de abril de 2019 (ida) 20 y 21 de abril de 2019 (vuelta) | 17 y 18 de abril de 2019 (ida) 20 y 21 de abril de 2019 (vuelta) |   |   | 24 de abril de 2019 (ida) 27 de abril de 2019 (vuelta) | 24 de abril de 2019 (ida) 27 de abril de 2019 (vuelta) | 24 de abril de 2019 (ida) 27 de abril de 2019 (vuelta) | 24 de abril de 2019 (ida) 27 de abril de 2019 (vuelta) | 24 de abril de 2019 (ida) 27 de abril de 2019 (vuelta) |  |   | 2 de mayo de 2019 (ida) 5 de mayo de 2019 (vuelta) | 2 de mayo de 2019 (ida) 5 de mayo de 2019 (vuelta) | 2 de mayo de 2019 (ida) 5 de mayo de 2019 (vuelta) | 2 de mayo de 2019 (ida) 5 de mayo de 2019 (vuelta) | 2 de mayo de 2019 (ida) 5 de mayo de 2019 (vuelta) |  |
|  |                                                                  |                                                                  |                                                                  |                                                                  |                                                                  |   |   |                                                        |                                                        |                                                        |                                                        |                                                        |  |   |                                                    |                                                    |                                                    |                                                    |                                                    |  |
|  |                                                                  |                                                                  |                                                                  |                                                                  |                                                                  |   |   |                                                        |                                                        |                                                        |                                                        |                                                        |  |   |                                                    |                                                    |                                                    |                                                    |                                                    |  |
|  | 1                                                                | Atlético San Luis                                                | 1                                                                | 2                                                                | 3                                                                |   |   |                                                        |                                                        |                                                        |                                                        |                                                        |  |   |                                                    |                                                    |                                                    |                                                    |                                                    |  |
|  | 1                                                                | Atlético San Luis                                                | 1                                                                | 2                                                                | 3                                                                |   |   |                                                        |                                                        |                                                        |                                                        |                                                        |  |   |                                                    |                                                    |                                                    |                                                    |                                                    |  |
|  | 8                                                                | Celaya                                                           | 1                                                                | 1                                                                | 2                                                                |   |   |                                                        |                                                        |                                                        |                                                        |                                                        |  |   |                                                    |                                                    |                                                    |                                                    |                                                    |  |
|  | 8                                                                | Celaya                                                           | 1                                                                | 1                                                                | 2                                                                |   | 1 | Atlético San Luis                                      | 1                                                      | 3                                                      | 4                                                      |                                                        |  |   |                                                    |                                                    |                                                    |                                                    |                                                    |  |
|  |                                                                  |                                                                  |                                                                  |                                                                  |                                                                  |   | 1 | Atlético San Luis                                      | 1                                                      | 3                                                      | 4                                                      |                                                        |  |   |                                                    |                                                    |                                                    |                                                    |                                                    |  |
|  |                                                                  |                                                                  | 6                                                                | Venados                                                          | 1                                                                | 1 | 2 |                                                        |                                                        |                                                        |                                                        |                                                        |  |   |                                                    |                                                    |                                                    |                                                    |                                                    |  |
|  | 3                                                                | Zacatepec                                                        | 6                                                                | Venados                                                          | 1                                                                | 1 | 2 | 0                                                      | 1                                                      | 1                                                      |                                                        |                                                        |  |   |                                                    |                                                    |                                                    |                                                    |                                                    |  |
|  | 3                                                                | Zacatepec                                                        |                                                                  |                                                                  |                                                                  |   |   |                                                        |                                                        | 1                                                      |                                                        |                                                        |  |   |                                                    |                                                    |                                                    |                                                    |                                                    |  |
|  | 6                                                                | Venados                                                          | 2                                                                | 0                                                                | 2                                                                |   |   |                                                        |                                                        |                                                        |                                                        |                                                        |  |   |                                                    |                                                    |                                                    |                                                    |                                                    |  |
|  | 6                                                                | Venados                                                          | 2                                                                | 0                                                                | 2                                                                |   |   |                                                        |                                                        |                                                        |                                                        |                                                        |  | 1 | Atlético de San Luis (t. s.)                       | 1                                                  | 1                                                  | 2                                                  |                                                    |  |
|  |                                                                  |                                                                  |                                                                  |                                                                  |                                                                  |   |   |                                                        |                                                        |                                                        |                                                        |                                                        |  | 1 | Atlético de San Luis (t. s.)                       | 1                                                  | 1                                                  | 2                                                  |                                                    |  |
|  |                                                                  |                                                                  | 5                                                                | Dorados                                                          | 1                                                                | 0 | 1 |                                                        |                                                        |                                                        |                                                        |                                                        |  |   |                                                    |                                                    |                                                    |                                                    |                                                    |  |
|  | 2                                                                | Mineros de Zacatecas (*)                                         | 5                                                                | Dorados                                                          | 1                                                                | 0 | 1 | 0                                                      | 1                                                      | 1                                                      |                                                        |                                                        |  |   |                                                    |                                                    |                                                    |                                                    |                                                    |  |
|  | 2                                                                | Mineros de Zacatecas (*)                                         |                                                                  |                                                                  |                                                                  |   |   |                                                        |                                                        | 1                                                      |                                                        |                                                        |  |   |                                                    |                                                    |                                                    |                                                    |                                                    |  |
|  | 7                                                                | Oaxaca                                                           | 1                                                                | 0                                                                | 1                                                                |   |   |                                                        |                                                        |                                                        |                                                        |                                                        |  |   |                                                    |                                                    |                                                    |                                                    |                                                    |  |
|  | 7                                                                | Oaxaca                                                           | 1                                                                | 0                                                                | 1                                                                |   | 2 | Mineros de Zacatecas                                   | 1                                                      | 0                                                      | 1                                                      |                                                        |  |   |                                                    |                                                    |                                                    |                                                    |                                                    |  |
|  |                                                                  |                                                                  |                                                                  |                                                                  |                                                                  |   | 2 | Mineros de Zacatecas                                   | 1                                                      | 0                                                      | 1                                                      |                                                        |  |   |                                                    |                                                    |                                                    |                                                    |                                                    |  |
|  |                                                                  |                                                                  | 5                                                                | Dorados                                                          | 3                                                                | 2 | 5 |                                                        |                                                        |                                                        |                                                        |                                                        |  |   |                                                    |                                                    |                                                    |                                                    |                                                    |  |
|  | 4                                                                | Cimarrones                                                       | 5                                                                | Dorados                                                          | 3                                                                | 2 | 5 | 0                                                      | 0                                                      | 0                                                      |                                                        |                                                        |  |   |                                                    |                                                    |                                                    |                                                    |                                                    |  |
|  | 4                                                                | Cimarrones                                                       |                                                                  |                                                                  |                                                                  |   |   |                                                        |                                                        | 0                                                      |                                                        |                                                        |  |   |                                                    |                                                    |                                                    |                                                    |                                                    |  |
|  | 5                                                                | Dorados                                                          | 1                                                                | 2                                                                | 3                                                                |   |   |                                                        |                                                        |                                                        |                                                        |                                                        |  |   |                                                    |                                                    |                                                    |                                                    |                                                    |  |
|  | 5                                                                | Dorados                                                          | 1                                                                | 2                                                                | 3                                                                |   |   |                                                        |                                                        |                                                        |                                                        |                                                        |  |   |                                                    |                                                    |                                                    |                                                    |                                                    |  |
|  |                                                                  |                                                                  |                                                                  |                                                                  |                                                                  |   |   |                                                        |                                                        |                                                        |                                                        |                                                        |  |   |                                                    |                                                    |                                                    |                                                    |                                                    |  |

(*) Indica que el equipo avanzó por su mejor posición en la tabla General

### Cuartos de final

#### San Luis - Celaya
| 17 de abril de 2019, 18:00 (UTC-5) | Celaya      | 1:1 (0:1) | San Luis   | Estadio Miguel Alemán Valdés, Celaya                                    |                                                                         |
|                                    | Aguirre 74' | Reporte   | Ibáñez 19' | Asistencia: 8944 espectadores Árbitro(s): Víctor Alfonso Cáceres Guerra | Asistencia: 8944 espectadores Árbitro(s): Víctor Alfonso Cáceres Guerra |

| 20 de abril de 2019, 21:00 (UTC-5)                         | San Luis                 | 2:1 (1:1) (Global 3:2) | Celaya    | Estadio Alfonso Lastras, San Luis Potosí                               |                                                                        |
|                                                            | González 28' · López 47' | Reporte                | Silva 41' | Asistencia: 18 214 espectadores Árbitro(s): Edgar Ulises Rangel Araujo | Asistencia: 18 214 espectadores Árbitro(s): Edgar Ulises Rangel Araujo |
| Con marcador global de 3-2, San Luis avanzó a semifinales. |                          |                        |           |                                                                        |                                                                        |

#### Zacatecas - Oaxaca
| 17 de abril de 2019, 20:00 (UTC-5) | Oaxaca               | 1:0 (1:0) | Zacatecas | Estadio Tecnológico de Oaxaca, Oaxaca                                |                                                                      |
|                                    | Nequecaur 36' (pen.) | Reporte   |           | Asistencia: 5620 espectadores Árbitro(s): Mario Humberto Vargas Mata | Asistencia: 5620 espectadores Árbitro(s): Mario Humberto Vargas Mata |

| 20 de abril de 2019, 19:00 (UTC-5)                                                                          | Zacatecas | 1:0 (0:0) (Global 1:1) | Oaxaca | Estadio Carlos Vega Villalba, Zacatecas                      |                                                              |
| | Pérez 84' | Reporte                |        | Asistencia: 7764 espectadores Árbitro(s): Aldo Cano Martínez | Asistencia: 7764 espectadores Árbitro(s): Aldo Cano Martínez |
| Pese a empatar 1-1 en el marcador global, Zacatecas avanzó a semifinales por su mejor posición en la tabla. |           |                        |        |                                                              |                                                              |

#### Zacatepec - Venados
| 18 de abril de 2019, 19:00 (UTC-5) | Venados                  | 2:0 (1:0) | Zacatepec | Estadio Carlos Iturralde Rivero, Mérida                                         |                                                                                 |
|                                    | Báez 16' · Uscanga 90+4' | Reporte   |           | Asistencia: 10 289 espectadores Árbitro(s): Abraham de Jesús Quirarte Contreras | Asistencia: 10 289 espectadores Árbitro(s): Abraham de Jesús Quirarte Contreras |

| 21 de abril de 2019, 17:00 (UTC-5)                        | Zacatepec | 1:0 (1:0) (Global 1:2) | Venados | Estadio Agustín Coruco Díaz, Zacatepec                                  |                                                                         |
|                                                           | Huerta 1' | Reporte                |         | Asistencia: 7905 espectadores Árbitro(s): Juan Andrés Esquivel González | Asistencia: 7905 espectadores Árbitro(s): Juan Andrés Esquivel González |
| Con marcador global de 1-2, Venados avanzó a semifinales. |           |                        |         |                                                                         |                                                                         |

#### Cimarrones - Dorados
| 18 de abril de 2019, 20:00 (UTC-6) | Dorados    | 1:0 (0:0) | Cimarrones | Estadio Banorte, Culiacán                                             |                                                                       |
|                                    | Escoto 67' | Reporte   |            | Asistencia: 9543 espectadores Árbitro(s): Louis Adrián Vielmas Valdez | Asistencia: 9543 espectadores Árbitro(s): Louis Adrián Vielmas Valdez |

| 21 de abril de 2019, 18:00 (UTC-7)                        | Cimarrones | 0:2 (0:0) (Global 0:3) | Dorados                        | Estadio Héroe de Nacozari, Hermosillo                                 |                                                                       |
|                                                           |            | Reporte                | Báez 72' (pen.) · Escoboza 78' | Asistencia: 12 462 espectadores Árbitro(s): Saúl Alfredo Silva Pineda | Asistencia: 12 462 espectadores Árbitro(s): Saúl Alfredo Silva Pineda |
| Con marcador global de 0-3, Dorados avanzó a semifinales. |            |                        |                                |                                                                       |                                                                       |

### Semifinales

#### San Luis - Venados
| 24 de abril de 2019, 19:00 (UTC-5) | Venados  | 1:1 (1:1) | San Luis     | Estadio Carlos Iturralde Rivero, Mérida                                 |                                                                         |
|                                    | Polo 26' | Reporte   | González 30' | Asistencia: 15 073 espectadores Árbitro(s): Louis Adrián Vielmas Valdez | Asistencia: 15 073 espectadores Árbitro(s): Louis Adrián Vielmas Valdez |

| 27 de abril de 2019, 20:00 (UTC-5)                      | San Luis                                  | 3:1 (2:0) (Global 4:2) | Venados     | Estadio Alfonso Lastras Ramírez, San Luis Potosí                          |                                                                           |
|                                                         | Madrigal 9' · Ibáñez 21' · Villagra 90+3' | Reporte                | Uscanga 74' | Asistencia: 23 731 espectadores Árbitro(s): Juan Andrés Esquivel González | Asistencia: 23 731 espectadores Árbitro(s): Juan Andrés Esquivel González |
| Con marcador global de 4-2, San Luis avanzó a la Final. |                                           |                        |             |                                                                           |                                                                           |

#### Zacatecas - Dorados
| 24 de abril de 2019, 20:00 (UTC-6) | Dorados                                   | 3:1 (1:0) | Zacatecas    | Estadio Banorte, Culiacán                                                    |                                                                              |
|                                    | Escoto 16' · Bordagaray 64' · Barbosa 81' | Reporte   | Martínez 77' | Asistencia: 15 333 espectadores Árbitro(s): Víctor Alfonso Cáceres Hernández | Asistencia: 15 333 espectadores Árbitro(s): Víctor Alfonso Cáceres Hernández |

| 27 de abril de 2019, 21:45 (UTC-5)                     | Zacatecas | 0:2 (0:0) (Global 1:5) | Dorados                      | Estadio Carlos Vega Villalba, Zacatecas                                |                                                                        |
|                                                        |           | Reporte                | Bordagaray 66' · Córdoba 82' | Asistencia: 11 064 espectadores Árbitro(s): Edgar Ulises Rangel Araujo | Asistencia: 11 064 espectadores Árbitro(s): Edgar Ulises Rangel Araujo |
| Con marcador global de 5-1, Dorados avanzó a la Final. |           |                        |                              |                                                                        |                                                                        |

### Final

#### San Luis - Dorados
| 2 de mayo de 2019, 20:00 (UTC-6) | Dorados        | 1:1 (1:0) | San Luis   | Estadio Banorte, Culiacán                                                 |                                                                           |
|                                  | Báez 9' (pen.) | Reporte   | Castro 71' | Asistencia: 20 333 espectadores Árbitro(s): Juan Andrés Esquivel González | Asistencia: 20 333 espectadores Árbitro(s): Juan Andrés Esquivel González |

| 5 de mayo de 2019, 20:00 (UTC-5)                                          | San Luis    | 1:1(5:3) (0:0, 0:0) (t. s.)(Global 2:2) | Dorados | Estadio Alfonso Lastras Ramírez, San Luis Potosí                       |                                                                        |
|                                                                           | Bilbao 102' | Reporte                                 | 114'    | Asistencia: 24 949 espectadores Árbitro(s): Édgar Ulises Rangel Araujo | Asistencia: 24 949 espectadores Árbitro(s): Édgar Ulises Rangel Araujo |
| Con marcador global de 2-2, San Luis es Campeón del Torneo Clausura 2019. |             |                                         |         |                                                                        |                                                                        |

#### Final - Ida
| 23    | POR   | Gaspar Servio     |     |
| 2     | DEF   | Diego Barbosa     |     |
| 4     | DEF   | Jesús Chávez      |     |
| 33    | DEF   | Cristian Báez     |     |
| 6     | MED   | Fernando Arce     |     |
| 8     | MED   | Alonso Escoboza   |     |
| 11    | MED   | Julio Nava        |     |
| 16    | MED   | Fernando Elizari  | 89' |
| 91    | MED   | José Lugo         |     |
| 10    | DEL   | Fabián Bordagaray | 89' |
| 25    | DEL   | Amaury Escoto     | 11' |
| D. T. | D. T. | Diego Maradona    |     |

| 1     | POR   | Carlos Rodríguez  |     |
| 4     | DEF   | Matías Catalán    |     |
| 5     | DEF   | Mario Abrante     |     |
| 20    | DEF   | Unai Bilbao       |     |
| 21    | DEF   | Enrique López     | 68' |
| 2     | MED   | Juan Castro       |     |
| 15    | MED   | Jorge Sánchez     |     |
| 18    | MED   | Noé Maya          |     |
| 26    | MED   | Fernando Madrigal |     |
| 9     | DEL   | Nicolás Ibáñez    | 89' |
| 22    | DEL   | Ian González      |     |
| D. T. | D. T. | Alfonso Sosa      |     |

| 35 | Delantero      | Rubio Rubin         | 11' |
| 9  | Delantero      | Jorge Córdoba       | 89' |
| 28 | Centrocampista | Francisco Contreras | 89' |

| 28 | Defensa   | Dionicio Escalante | 68' |
| 19 | Delantero | Diego Pineda       | 89' |

| 9' (pen) | Cristian Báez | 1:0 |

| 71' | Juan Castro | 1:1 |

| 20' | Fernando Arce |

| 17' · 77' | Enrique López Nicolás Ibáñez |

| Principal  | Juan Andrés Esquivel González  |
| Asistentes | Eduardo Acosta Orea            |
|            | Michel Ricardo Espinoza Ávalos |
| Cuarto     | Louis Adrián Vielmas Valdez    |

|                    |     |     |
| Tiros              | 6   | 7   |
| Tiros a puerta     | 4   | 2   |
| Faltas             | 17  | 14  |
| Saques de esquina  | 5   | 4   |
| Penaltis           | 1   | 0   |
| Fueras de juego    | 2   | 0   |
| Posesión del balón | 49% | 51% |

| Alineación inicial |

| 23    | POR   | Gaspar Servio     |     |
| 2     | DEF   | Diego Barbosa     |     |
| 4     | DEF   | Jesús Chávez      |     |
| 33    | DEF   | Cristian Báez     |     |
| 6     | MED   | Fernando Arce     |     |
| 8     | MED   | Alonso Escoboza   |     |
| 11    | MED   | Julio Nava        |     |
| 16    | MED   | Fernando Elizari  | 89' |
| 91    | MED   | José Lugo         |     |
| 10    | DEL   | Fabián Bordagaray | 89' |
| 25    | DEL   | Amaury Escoto     | 11' |
| D. T. | D. T. | Diego Maradona    |     |

| 1     | POR   | Carlos Rodríguez  |     |
| 4     | DEF   | Matías Catalán    |     |
| 5     | DEF   | Mario Abrante     |     |
| 20    | DEF   | Unai Bilbao       |     |
| 21    | DEF   | Enrique López     | 68' |
| 2     | MED   | Juan Castro       |     |
| 15    | MED   | Jorge Sánchez     |     |
| 18    | MED   | Noé Maya          |     |
| 26    | MED   | Fernando Madrigal |     |
| 9     | DEL   | Nicolás Ibáñez    | 89' |
| 22    | DEL   | Ian González      |     |
| D. T. | D. T. | Alfonso Sosa      |     |

| 35 | Delantero      | Rubio Rubin         | 11' |
| 9  | Delantero      | Jorge Córdoba       | 89' |
| 28 | Centrocampista | Francisco Contreras | 89' |

| 28 | Defensa   | Dionicio Escalante | 68' |
| 19 | Delantero | Diego Pineda       | 89' |

| 9' (pen) | Cristian Báez | 1:0 |

| 71' | Juan Castro | 1:1 |

| 20' | Fernando Arce |

| 17' · 77' | Enrique López Nicolás Ibáñez |

| Principal  | Juan Andrés Esquivel González  |
| Asistentes | Eduardo Acosta Orea            |
|            | Michel Ricardo Espinoza Ávalos |
| Cuarto     | Louis Adrián Vielmas Valdez    |

|                    |     |     |
| Tiros              | 6   | 7   |
| Tiros a puerta     | 4   | 2   |
| Faltas             | 17  | 14  |
| Saques de esquina  | 5   | 4   |
| Penaltis           | 1   | 0   |
| Fueras de juego    | 2   | 0   |
| Posesión del balón | 49% | 51% |

| Alineación inicial |

| 23    | POR   | Gaspar Servio     |     |
| 2     | DEF   | Diego Barbosa     |     |
| 4     | DEF   | Jesús Chávez      |     |
| 33    | DEF   | Cristian Báez     |     |
| 6     | MED   | Fernando Arce     |     |
| 8     | MED   | Alonso Escoboza   |     |
| 11    | MED   | Julio Nava        |     |
| 16    | MED   | Fernando Elizari  | 89' |
| 91    | MED   | José Lugo         |     |
| 10    | DEL   | Fabián Bordagaray | 89' |
| 25    | DEL   | Amaury Escoto     | 11' |
| D. T. | D. T. | Diego Maradona    |     |

| 1     | POR   | Carlos Rodríguez  |     |
| 4     | DEF   | Matías Catalán    |     |
| 5     | DEF   | Mario Abrante     |     |
| 20    | DEF   | Unai Bilbao       |     |
| 21    | DEF   | Enrique López     | 68' |
| 2     | MED   | Juan Castro       |     |
| 15    | MED   | Jorge Sánchez     |     |
| 18    | MED   | Noé Maya          |     |
| 26    | MED   | Fernando Madrigal |     |
| 9     | DEL   | Nicolás Ibáñez    | 89' |
| 22    | DEL   | Ian González      |     |
| D. T. | D. T. | Alfonso Sosa      |     |

| 35 | Delantero      | Rubio Rubin         | 11' |
| 9  | Delantero      | Jorge Córdoba       | 89' |
| 28 | Centrocampista | Francisco Contreras | 89' |

| 28 | Defensa   | Dionicio Escalante | 68' |
| 19 | Delantero | Diego Pineda       | 89' |

| 9' (pen) | Cristian Báez | 1:0 |

| 71' | Juan Castro | 1:1 |

| 20' | Fernando Arce |

| 17' · 77' | Enrique López Nicolás Ibáñez |

| Principal  | Juan Andrés Esquivel González  |
| Asistentes | Eduardo Acosta Orea            |
|            | Michel Ricardo Espinoza Ávalos |
| Cuarto     | Louis Adrián Vielmas Valdez    |

|                    |     |     |
| Tiros              | 6   | 7   |
| Tiros a puerta     | 4   | 2   |
| Faltas             | 17  | 14  |
| Saques de esquina  | 5   | 4   |
| Penaltis           | 1   | 0   |
| Fueras de juego    | 2   | 0   |
| Posesión del balón | 49% | 51% |

| Alineación inicial |

| 23    | POR   | Gaspar Servio     |     |
| 2     | DEF   | Diego Barbosa     |     |
| 4     | DEF   | Jesús Chávez      |     |
| 33    | DEF   | Cristian Báez     |     |
| 6     | MED   | Fernando Arce     |     |
| 8     | MED   | Alonso Escoboza   |     |
| 11    | MED   | Julio Nava        |     |
| 16    | MED   | Fernando Elizari  | 89' |
| 91    | MED   | José Lugo         |     |
| 10    | DEL   | Fabián Bordagaray | 89' |
| 25    | DEL   | Amaury Escoto     | 11' |
| D. T. | D. T. | Diego Maradona    |     |

| 1     | POR   | Carlos Rodríguez  |     |
| 4     | DEF   | Matías Catalán    |     |
| 5     | DEF   | Mario Abrante     |     |
| 20    | DEF   | Unai Bilbao       |     |
| 21    | DEF   | Enrique López     | 68' |
| 2     | MED   | Juan Castro       |     |
| 15    | MED   | Jorge Sánchez     |     |
| 18    | MED   | Noé Maya          |     |
| 26    | MED   | Fernando Madrigal |     |
| 9     | DEL   | Nicolás Ibáñez    | 89' |
| 22    | DEL   | Ian González      |     |
| D. T. | D. T. | Alfonso Sosa      |     |

| 35 | Delantero      | Rubio Rubin         | 11' |
| 9  | Delantero      | Jorge Córdoba       | 89' |
| 28 | Centrocampista | Francisco Contreras | 89' |

| 28 | Defensa   | Dionicio Escalante | 68' |
| 19 | Delantero | Diego Pineda       | 89' |

| 9' (pen) | Cristian Báez | 1:0 |

| 71' | Juan Castro | 1:1 |

| 20' | Fernando Arce |

| 17' · 77' | Enrique López Nicolás Ibáñez |

| Principal  | Juan Andrés Esquivel González  |
| Asistentes | Eduardo Acosta Orea            |
|            | Michel Ricardo Espinoza Ávalos |
| Cuarto     | Louis Adrián Vielmas Valdez    |

|                    |     |     |
| Tiros              | 6   | 7   |
| Tiros a puerta     | 4   | 2   |
| Faltas             | 17  | 14  |
| Saques de esquina  | 5   | 4   |
| Penaltis           | 1   | 0   |
| Fueras de juego    | 2   | 0   |
| Posesión del balón | 49% | 51% |

| Alineación inicial |

#### Final - Vuelta
| 1     | POR   | Carlos Rodríguez  |      |
| 4     | DEF   | Matías Catalán    |      |
| 5     | DEF   | Mario Abrante     | 103' |
| 20    | DEF   | Unai Bilbao       |      |
| 21    | DEF   | Enrique López     |      |
| 2     | MED   | Juan Castro       | 86'  |
| 15    | MED   | Jorge Sánchez     |      |
| 18    | MED   | Noé Maya          | 75'  |
| 26    | MED   | Fernando Madrigal |      |
| 9     | DEL   | Nicolás Ibáñez    |      |
| 22    | DEL   | Ian González      |      |
| D. T. | D. T. | Alfonso Sosa      |      |

| 23    | POR   | Gaspar Servio     |     |
| 2     | DEF   | Diego Barbosa     |     |
| 4     | DEF   | Jesús Chávez      | 90' |
| 33    | DEF   | Cristian Báez     |     |
| 6     | MED   | Fernando Arce     |     |
| 7     | MED   | Edson Rivera      | 70' |
| 8     | MED   | Alonso Escoboza   |     |
| 11    | MED   | Julio Nava        |     |
| 16    | MED   | Fernando Elizari  | 56' |
| 10    | DEL   | Fabián Bordagaray | 90' |
| 35    | DEL   | Rubio Rubin       |     |
| D. T. | D. T. | Diego Maradona    |     |

| 11 | Centrocampista | Marcos Astina      | 75'  |
| 10 | Centrocampista | Leandro Torres     | 86'  |
| 33 | Defensa        | Mario de Luna      | 100' |
| 28 | Defensa        | Dionicio Escalante | 118' |

| 3  | Defensa        | Gustavo Canto | 56' |
| 91 | Centrocampista | José Lugo     | 70' |
| 5  | Centrocampista | Luis Jerez    | 90' |
| 9  | Delantero      | Jorge Córdoba | 90' |

| 102' | Unai Bilbao | 1:0 |

| 27' · 37' | Nicolás Ibáñez Juan Castro |

| 95' · 104' | Gaspar Servio Alonso Escoboza |

| 116' | Nicolás Ibáñez |

| 112' | Julio Nava |

| Principal  | Edgar Ulises Rangel Araujo       |
| Asistentes | Enrique Martínez Sandoval        |
|            | Jorge Antonio Sánchez Espinoza   |
| Cuarto     | Víctor Alfonso Cáceres Hernández |

|                    |     |     |
| Tiros              | 15  | 5   |
| Tiros a puerta     | 5   | 1   |
| Faltas             | 11  | 15  |
| Saques de esquina  | 4   | 2   |
| Penaltis           | 0   | 0   |
| Fueras de juego    | 3   | 1   |
| Posesión del balón | 56% | 44% |

| Alineación inicial |

| 1     | POR   | Carlos Rodríguez  |      |
| 4     | DEF   | Matías Catalán    |      |
| 5     | DEF   | Mario Abrante     | 103' |
| 20    | DEF   | Unai Bilbao       |      |
| 21    | DEF   | Enrique López     |      |
| 2     | MED   | Juan Castro       | 86'  |
| 15    | MED   | Jorge Sánchez     |      |
| 18    | MED   | Noé Maya          | 75'  |
| 26    | MED   | Fernando Madrigal |      |
| 9     | DEL   | Nicolás Ibáñez    |      |
| 22    | DEL   | Ian González      |      |
| D. T. | D. T. | Alfonso Sosa      |      |

| 23    | POR   | Gaspar Servio     |     |
| 2     | DEF   | Diego Barbosa     |     |
| 4     | DEF   | Jesús Chávez      | 90' |
| 33    | DEF   | Cristian Báez     |     |
| 6     | MED   | Fernando Arce     |     |
| 7     | MED   | Edson Rivera      | 70' |
| 8     | MED   | Alonso Escoboza   |     |
| 11    | MED   | Julio Nava        |     |
| 16    | MED   | Fernando Elizari  | 56' |
| 10    | DEL   | Fabián Bordagaray | 90' |
| 35    | DEL   | Rubio Rubin       |     |
| D. T. | D. T. | Diego Maradona    |     |

| 11 | Centrocampista | Marcos Astina      | 75'  |
| 10 | Centrocampista | Leandro Torres     | 86'  |
| 33 | Defensa        | Mario de Luna      | 100' |
| 28 | Defensa        | Dionicio Escalante | 118' |

| 3  | Defensa        | Gustavo Canto | 56' |
| 91 | Centrocampista | José Lugo     | 70' |
| 5  | Centrocampista | Luis Jerez    | 90' |
| 9  | Delantero      | Jorge Córdoba | 90' |

| 102' | Unai Bilbao | 1:0 |

| 27' · 37' | Nicolás Ibáñez Juan Castro |

| 95' · 104' | Gaspar Servio Alonso Escoboza |

| 116' | Nicolás Ibáñez |

| 112' | Julio Nava |

| Principal  | Edgar Ulises Rangel Araujo       |
| Asistentes | Enrique Martínez Sandoval        |
|            | Jorge Antonio Sánchez Espinoza   |
| Cuarto     | Víctor Alfonso Cáceres Hernández |

|                    |     |     |
| Tiros              | 15  | 5   |
| Tiros a puerta     | 5   | 1   |
| Faltas             | 11  | 15  |
| Saques de esquina  | 4   | 2   |
| Penaltis           | 0   | 0   |
| Fueras de juego    | 3   | 1   |
| Posesión del balón | 56% | 44% |

| Alineación inicial |

| 1     | POR   | Carlos Rodríguez  |      |
| 4     | DEF   | Matías Catalán    |      |
| 5     | DEF   | Mario Abrante     | 103' |
| 20    | DEF   | Unai Bilbao       |      |
| 21    | DEF   | Enrique López     |      |
| 2     | MED   | Juan Castro       | 86'  |
| 15    | MED   | Jorge Sánchez     |      |
| 18    | MED   | Noé Maya          | 75'  |
| 26    | MED   | Fernando Madrigal |      |
| 9     | DEL   | Nicolás Ibáñez    |      |
| 22    | DEL   | Ian González      |      |
| D. T. | D. T. | Alfonso Sosa      |      |

| 23    | POR   | Gaspar Servio     |     |
| 2     | DEF   | Diego Barbosa     |     |
| 4     | DEF   | Jesús Chávez      | 90' |
| 33    | DEF   | Cristian Báez     |     |
| 6     | MED   | Fernando Arce     |     |
| 7     | MED   | Edson Rivera      | 70' |
| 8     | MED   | Alonso Escoboza   |     |
| 11    | MED   | Julio Nava        |     |
| 16    | MED   | Fernando Elizari  | 56' |
| 10    | DEL   | Fabián Bordagaray | 90' |
| 35    | DEL   | Rubio Rubin       |     |
| D. T. | D. T. | Diego Maradona    |     |

| 11 | Centrocampista | Marcos Astina      | 75'  |
| 10 | Centrocampista | Leandro Torres     | 86'  |
| 33 | Defensa        | Mario de Luna      | 100' |
| 28 | Defensa        | Dionicio Escalante | 118' |

| 3  | Defensa        | Gustavo Canto | 56' |
| 91 | Centrocampista | José Lugo     | 70' |
| 5  | Centrocampista | Luis Jerez    | 90' |
| 9  | Delantero      | Jorge Córdoba | 90' |

| 102' | Unai Bilbao | 1:0 |

| 27' · 37' | Nicolás Ibáñez Juan Castro |

| 95' · 104' | Gaspar Servio Alonso Escoboza |

| 116' | Nicolás Ibáñez |

| 112' | Julio Nava |

| Principal  | Edgar Ulises Rangel Araujo       |
| Asistentes | Enrique Martínez Sandoval        |
|            | Jorge Antonio Sánchez Espinoza   |
| Cuarto     | Víctor Alfonso Cáceres Hernández |

|                    |     |     |
| Tiros              | 15  | 5   |
| Tiros a puerta     | 5   | 1   |
| Faltas             | 11  | 15  |
| Saques de esquina  | 4   | 2   |
| Penaltis           | 0   | 0   |
| Fueras de juego    | 3   | 1   |
| Posesión del balón | 56% | 44% |

| Alineación inicial |

| 1     | POR   | Carlos Rodríguez  |      |
| 4     | DEF   | Matías Catalán    |      |
| 5     | DEF   | Mario Abrante     | 103' |
| 20    | DEF   | Unai Bilbao       |      |
| 21    | DEF   | Enrique López     |      |
| 2     | MED   | Juan Castro       | 86'  |
| 15    | MED   | Jorge Sánchez     |      |
| 18    | MED   | Noé Maya          | 75'  |
| 26    | MED   | Fernando Madrigal |      |
| 9     | DEL   | Nicolás Ibáñez    |      |
| 22    | DEL   | Ian González      |      |
| D. T. | D. T. | Alfonso Sosa      |      |

| 23    | POR   | Gaspar Servio     |     |
| 2     | DEF   | Diego Barbosa     |     |
| 4     | DEF   | Jesús Chávez      | 90' |
| 33    | DEF   | Cristian Báez     |     |
| 6     | MED   | Fernando Arce     |     |
| 7     | MED   | Edson Rivera      | 70' |
| 8     | MED   | Alonso Escoboza   |     |
| 11    | MED   | Julio Nava        |     |
| 16    | MED   | Fernando Elizari  | 56' |
| 10    | DEL   | Fabián Bordagaray | 90' |
| 35    | DEL   | Rubio Rubin       |     |
| D. T. | D. T. | Diego Maradona    |     |

| 11 | Centrocampista | Marcos Astina      | 75'  |
| 10 | Centrocampista | Leandro Torres     | 86'  |
| 33 | Defensa        | Mario de Luna      | 100' |
| 28 | Defensa        | Dionicio Escalante | 118' |

| 3  | Defensa        | Gustavo Canto | 56' |
| 91 | Centrocampista | José Lugo     | 70' |
| 5  | Centrocampista | Luis Jerez    | 90' |
| 9  | Delantero      | Jorge Córdoba | 90' |

| 102' | Unai Bilbao | 1:0 |

| 27' · 37' | Nicolás Ibáñez Juan Castro |

| 95' · 104' | Gaspar Servio Alonso Escoboza |

| 116' | Nicolás Ibáñez |

| 112' | Julio Nava |

| Principal  | Edgar Ulises Rangel Araujo       |
| Asistentes | Enrique Martínez Sandoval        |
|            | Jorge Antonio Sánchez Espinoza   |
| Cuarto     | Víctor Alfonso Cáceres Hernández |

|                    |     |     |
| Tiros              | 15  | 5   |
| Tiros a puerta     | 5   | 1   |
| Faltas             | 11  | 15  |
| Saques de esquina  | 4   | 2   |
| Penaltis           | 0   | 0   |
| Fueras de juego    | 3   | 1   |
| Posesión del balón | 56% | 44% |

| Alineación inicial |

| Campeón Clausura 2019 |
| --------------------- |
|                       |
| San Luis              |
| 2.° título            |

## Estadísticas

### Clasificación juego limpio
- Datos según la página oficial.
- Fecha de actualización: 14 de abril de 2019

| Lugar                                | Club                                 |          |          |          | Puntos   |
| ------------------------------------ | ------------------------------------ | -------- | -------- | -------- | -------- |
| 1                                    | Atlante                              | 23       | 0        | 2        | 29       |
| 2                                    | Leones Negros                        | 27       | 0        | 1        | 30       |
| 3                                    | Zacatecas                            | 30       | 0        | 1        | 33       |
| 4                                    | Cimarrones                           | 30       | 0        | 1        | 33       |
| 5                                    | San Luis                             | 30       | 0        | 1        | 33       |
| 6                                    | Celaya                               | 30       | 0        | 1        | 33       |
| 7                                    | Tampico Madero                       | 29       | 0        | 2        | 35       |
| 8                                    | Dorados                              | 32       | 0        | 2        | 38       |
| 9                                    | Tapachula                            | 32       | 0        | 2        | 38       |
| 10                                   | Correcaminos                         | 36       | 0        | 2        | 42       |
| 11                                   | Oaxaca                               | 36       | 0        | 2        | 42       |
| 12                                   | Venados                              | 32       | 0        | 4        | 44       |
| 13                                   | Zacatepec                            | 29       | 0        | 5        | 44       |
| 14                                   | Potros UAEM                          | 39       | 0        | 2        | 45       |
| 15                                   | Juárez                               | 36       | 0        | 3        | 45       |
| Primera Tarjeta Amarilla             | Primera Tarjeta Amarilla             | 1 punto  | 1 punto  | 1 punto  | 1 punto  |
| Segunda Tarjeta Amarilla y Expulsión | Segunda Tarjeta Amarilla y Expulsión | 3 puntos | 3 puntos | 3 puntos | 3 puntos |
| Tarjeta Roja Directa                 | Tarjeta Roja Directa                 | 3 puntos | 3 puntos | 3 puntos | 3 puntos |

### Máximos goleadores
Lista con los máximos goleadores del torneo.
- Datos según la página oficial.

Fecha de actualización: 14 de abril de 2019
| Posición | Jugador                   | Club           | Goles | Min. | Frec.       |
| -------- | ------------------------- | -------------- | ----- | ---- | ----------- |
| 1.º      | Nicolás Ibáñez            | San Luis       | 11    | 1184 | 107.64 min. |
| 2.º      | Fabián Bordagaray         | Dorados        | 7     | 927  | 132.43 min. |
| =        | Giovani Hernández         | Zacatepec      | 7     | 1024 | 146.29 min. |
| 4.º      | Fernando Fabián Fernández | Atlante        | 6     | 907  | 151.17 min. |
| =        | Serge Patrick Njoh        | Atlante        | 6     | 1068 | 178.00 min. |
| =        | Martín Alaníz             | Tapachula      | 6     | 644  | 107.33 min. |
| =        | Javier Orozco             | Tampico Madero | 6     | 726  | 121.00 min. |
| 8.º      | Guillermo Martínez        | Zacatecas      | 5     | 869  | 173.80 min. |
| =        | Roberto Nurse             | Zacatecas      | 5     | 1157 | 231.40 min. |
| =        | Alonso Escoboza           | Dorados        | 5     | 1215 | 243.00 min. |
| =        | Jorlian Abdiel Sánchez    | Leones Negros  | 5     | 1127 | 225.40 min. |

#### Tripletes o más
| Jugador        | Local    | Resultado | Visita | Goles           | Fecha        | Jornada |
| -------------- | -------- | --------- | ------ | --------------- | ------------ | ------- |
| Nicolás Ibáñez | San Luis | 4 - 1     | Celaya | 11' 27' 46' 49' | 2 de febrero | 5       |

### Máximos asistentes
Lista con los máximos asistentes del torneo
- Datos según el Twitter oficial.

Fecha de actualización: 15 de abril de 2019
| Pos. | Jugador           | Equipo    | Asistencia | Minutos |
| ---- | ----------------- | --------- | ---------- | ------- |
| 1°   | Kevin Lara        | San Luis  | 5          | 896     |
| 2°   | Giovani Hernández | Zacatepec | 4          | 1024    |
| 3°   | Ian González      | San Luis  | 4          | 1126    |
| 4°   | Fernando Madrigal | San Luis  | 4          | 1139    |

## Asistencia
Lista con la asistencia de los partidos y equipos Ascenso Bancomer MX. 
- Datos según la página oficial de la competición.

Fecha de actualización: 14 de abril de 2019

### Por jornada
| 1  | 26,048  | 3,721 | 19.43% | Tampico Madero vs Venados (6,023)      | Oaxaca vs Juárez (1,352)              | J-1   |
| 2  | 33,095  | 4,727 | 22.74% | San Luis vs Tampico Madero (13,074)    | Celaya vs Zacatecas (1,686)           | J-2   |
| 3  | 27,621  | 3,945 | 17.29% | Tampico Madero vs Celaya (6,533)       | Oaxaca vs Cimarrones (1,889)          | J-3   |
| 4  | 24,535  | 3,505 | 17.45% | Juárez vs Zacatecas (5,994)            | Cimarrones vs Leones Negros (1,257)   | J-4   |
| 5  | 31,020  | 4,432 | 17.91% | San Luis vs Celaya (11,666)            | Oaxaca vs Atlante (1,826)             | J-5   |
| 6  | 29,256  | 4,180 | 20.72% | Correcaminos vs Dorados (8,560)        | Potros UAEM vs Tampico Madero (1,530) | J-6   |
| 7  | 35,594  | 5,084 | 20.91% | San Luis vs Juárez (12,843)            | Oaxaca vs Zacatepec (1,760)           | J-7   |
| 8  | 33,463  | 4,781 | 25.45% | Correcaminos vs Tampico Madero (9,151) | Cimarrones vs Venados (873)           | J-8   |
| 9  | 37,235  | 5,319 | 20.82% | San Luis vs Cimarrones (14,937)        | Celaya vs Potros UAEM (1,658)         | J-9   |
| 10 | 26,902  | 3,843 | 16.97% | Leones Negros vs Dorados (8,826)       | Tapachula vs Tampico Madero (1,873)   | J-10  |
| 11 | 37,841  | 5,406 | 26.36% | San Luis vs Atlante (13,686)           | Celaya vs Correcaminos (2,699)        | J-11  |
| 12 | 23,646  | 3,378 | 14.07% | Dorados vs Zacatecas (5,543)           | Tapachula vs San Luis (1,879)         | J-12  |
| 13 | 47,198  | 6,743 | 30.25% | San Luis vs Oaxaca (12,367)            | Potros UAEM vs Cimarrones (2,393)     | J-13  |
| 14 | 36,856  | 5,265 | 22.55% | Leones Negros vs San Luis (9,752)      | Zacatepec vs Cimarrones (2,759)       | J-14  |
| 15 | 44,714  | 6,388 | 28.90% | San Luis vs Dorados (19,564)           | Tampico Madero vs Zacatepec (2,292)   | J-15  |
| F  | 495,024 | 4,714 | 23.45% | San Luis vs Dorados (19,564)           | Cimarrones vs Venados (873)           | Total |

### Por equipos
| Pos   | Equipo         | Total   | Media  | Más alta | Más baja | % de Ocupación |
| ----- | -------------- | ------- | ------ | -------- | -------- | -------------- |
| 1     | San Luis       | 98,137  | 14,020 | 19,564   | 11,666   | 54.53%         |
| 2     | Leones Negros  | 38,837  | 5,548  | 9,752    | 3,388    | 10.08%         |
| 3     | Juárez         | 38,308  | 5,473  | 7,422    | 2,998    | 27.78%         |
| 4     | Venados        | 38,246  | 5,464  | 9,325    | 3,318    | 36.23%         |
| 5     | Dorados        | 43,497  | 5,437  | 8,473    | 3,673    | 27.04%         |
| 6     | Correcaminos   | 32,530  | 5,422  | 9,151    | 2,840    | 51.54%         |
| 7     | Tampico Madero | 41,678  | 5,210  | 8,839    | 2,992    | 26.49%         |
| 8     | Atlante        | 30,898  | 3,862  | 6,290    | 2,128    | 22.34%         |
| 9     | Tapachula      | 23,441  | 3,349  | 8,536    | 1,873    | 18.59%         |
| 10    | Zacatecas      | 22,807  | 3,258  | 4,234    | 1,821    | 16.24%         |
| 11    | Zacatepec      | 19,398  | 3,233  | 4,737    | 2,019    | 13.30%         |
| 12    | Potros UAEM    | 18,488  | 3,081  | 5,320    | 1,530    | 9.45%          |
| 13    | Celaya         | 16,023  | 2,671  | 4,007    | 1,658    | 11.52%         |
| 14    | Oaxaca         | 17,552  | 2,194  | 3,089    | 1,352    | 15.03%         |
| 15    | Cimarrones     | 15,184  | 2,169  | 2,874    | 873      | 11.57%         |
| Total | Total          | 495,024 | 4,715  | 19,564   | 873      | 23.45%         |